# Сжимающее отображение
Сжимающее отображение — отображение метрического пространства в себя, уменьшающее расстояние между любыми точками в некотором сильном смысле. 

## Определение
Пусть на метрическом пространстве {\displaystyle (\mathbb {M} ,d)} определено отображение {\displaystyle A:\mathbb {M} \to \mathbb {M} }. Оно называется сжимающим на {\displaystyle \mathbb {M} }, если существует такое неотрицательное число {\displaystyle \alpha <1}, что для любых двух точек {\displaystyle x,y\in \mathbb {M} } выполняется неравенство
{\displaystyle {d(Ax,Ay)\leqslant \alpha \,d(x,y)}}.
Число {\displaystyle \alpha } часто называют коэффициентом сжатия. 
Другими словами, сжимающее отображение — это липшицево отображение метрического пространства в себя, константа Липшица которого строго меньше единицы.

## Свойства
- (Непрерывность) Пусть {\displaystyle \mathbb {} A} — сжимающее отображение метрического пространства {\displaystyle (\mathbb {M} ,d)}. Тогда {\displaystyle \mathbb {} A} — непрерывная функция на {\displaystyle \mathbb {M} }.

- (Неподвижная точка) По теореме Банаха у сжимающего отображения на полном метрическом пространстве существует единственная неподвижная точка:

{\displaystyle \mathbb {} x^{*}:Ax^{*}=x^{*}}.
- (Итерационная последовательность) Если взять произвольный элемент {\displaystyle x} полного метрического пространства и рассмотреть последовательность элементов {\displaystyle x,Ax,A^{2}x,....}, то эта итерационная последовательность будет сходиться к неподвижной точке отображения {\displaystyle A}.

## Применение
- Численное решение уравнений
- Доказательство теорем существования и единственности в дифференциальных и интегральных уравнениях.